# Cristo della Minerva

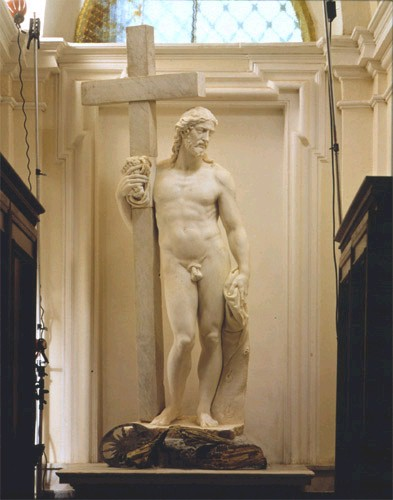
Presunta prima versione a Bassano Romano

Il Cristo della Minerva è una statua marmorea (h. 205 cm) di Michelangelo Buonarroti, realizzata nel 1519-1520 circa e oggi conservata nella basilica di Santa Maria sopra Minerva a Roma. 

## Storia
Nel 1514 Michelangelo, sebbene fosse vincolato da un contratto di esclusiva con gli eredi Della Rovere per lavorare alla tomba di Giulio II, non rifiutava remunerative commissioni private, come quella ricevuta da Bernando Cencio, canonico di San Pietro in Vaticano, Mario Scappucci, Pietro Paolo Castellano e Metello Vari per un Cristo risorto, da collocare nella basilica di Santa Maria sopra Minerva.
L'artista lavorò alla statua con solerzia, ma in fase di ultimazione apparve una sgradevole venatura nera proprio sul viso del Cristo, invalidando l'intera opera. 
Accantonata questa prima versione, l'artista, che nel frattempo era rientrato a Firenze, mise mano una seconda volta all'opera alla scadenza dei quattro anni previsti dal contratto, nel 1518, completandola e inviandola a Roma nel marzo del 1520. Accompagnò il lavoro l'allievo Pietro Urbano, che una volta sul posto portò a compimento l'opera in maniera così maldestra da allertare il maestro (sollecitato da Sebastiano del Piombo), il quale nonostante la sua sostituzione con il più capace Federico Frizzi non fu soddisfatto del lavoro finito e si offrì di scolpire una terza versione. Ma il Vari non volle aspettare ulteriormente rischiando di non ottenere niente, accontentandosi dell'opera finita e chiedendo solo, come compensazione, il dono della prima versione non finita. 
La statua venne collocata in basilica il 27 dicembre 1521.

## Descrizione
Cristo è raffigurato in piedi appoggiato a una croce (simbolica, senza le dimensioni di quella del martirio), mentre tiene anche la canna e la spugna con cui gli venne porto l'aceto e con il volto guarda nella direzione opposta. Il corpo, dal perfetto modellato anatomico, era originariamente nudo al completo: il drappeggio in bronzo dorato venne infatti aggiunto solo dopo il Concilio di Trento. La posa è estremamente studiata, con una torsione complessa ma efficace che dimostra la continua ricerca di Michelangelo verso nuove soluzioni compositive.